# ذئاب فوجاك
ذئاب فووجاك (بالصربية: Vukovi s Vučjaka)، كانت وحدة شبه عسكرية نشطت بشكل كبير خلال حرب الاستقلال الكرواتية وحرب البوسنة والهرسك، وقد تأسست في مدينة برنجافور في البوسنة والهرسك.